# لوري غاريت
لوري غاريت (بالإنجليزية: Laurie Garrett)‏ هي كاتِبة وصحفية أمريكية، ولدت في 1951 في لوس أنجلوس في الولايات المتحدة.

## وصلات خارجية
- الموقع الرسمي